# Antrisch

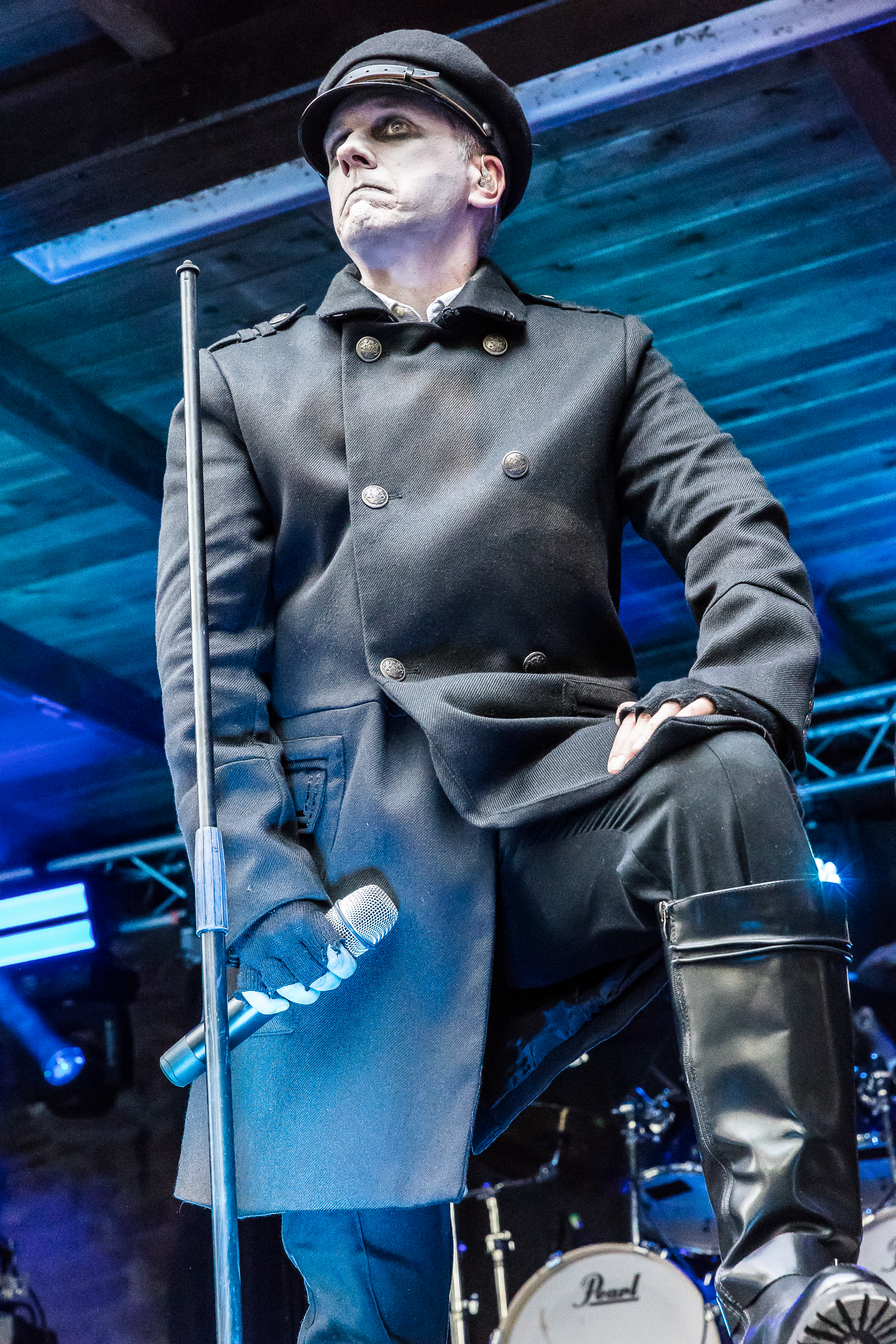
Maurice Wilson

Antrisch ist eine deutsche Black-Metal-Band. Der Name leitet sich von dem gleichnamigen bairisch-österreichischen Dialektwort ab, das sinngemäß „seltsam, schaurig oder unheimlich“ bedeutet.

## Geschichte
Die Gründung der Band erfolgte im Jahr 2020, wobei drei der vier Musiker sich bereits aus einer früheren Zusammenarbeit bei der von 2004 bis 2012 aktiven Formation KromleK kannten. Die ersten Ansätze reichen allerdings bis ins Jahr 2014 zurück, als Sänger Maurice Wilson fünf Texte jeweils mit einem prosaischen Begleittext verfasste, auch wenn diese zu diesem Zeitpunkt unabhängig von einer konkreten Idee für eine Band oder ein Konzept entstanden. Sechs Jahre später präsentierte Gitarrist Robert Falcon Scott fünf von ihm, „in einer kreativen Phase von ca. drei Monaten“ komponierte Stücke, die laut Wilson zu den Texten gehörten wie „zwei füreinander geformte Passteile“. Daraus resultierte die EP Expedition I: Dissonanzgrat mit fünf Stücken und einer Laufzeit von etwas über einer halben Stunde. Allerdings kamen die Musiker laut Wilson erst nach Beendigung der Aufnahmen an den Punkt, dass sie „das Konzept weiterentwickeln und als Band fortführen wollen“. Über die ursprüngliche Veröffentlichung als CD im Eigenverlag erschien das Werk anschließend als CD noch einmal bei Sevan Mater sowie als Tape bei Canti Eretici Productions.
Im Frühjahr 2023 nahm das Quartett das Debütalbum Expedition II: Die Passage in Eigenregie auf und brachte es grundsätzlich in eigener Verantwortung heraus. Lediglich das Kassettenformat lag noch einmal bei dem italienischen Musiklabel Canti Eretici Productions. Inhaltlich setzten sich die Musiker mit dem britischen Polarforscher John Franklin und der Franklin-Expedition als dessen dritter großer – und letzter – Forschungsreise auseinander, in deren Rahmen er erstmals die Nordwestpassage vollständig zu durchsegeln versuchte.
Auf ihrer Facebook-Seite teilte die Band Ende August 2023 mit, dass mit Alexander Gordon Laing ein fünfter Musiker aufgenommen wurde.

## Konzept
In einem Interview mit dem Online-Musikmagazin Vampster im Frühjahr 2021 erklärte Sänger Maurice Wilson, dass er einen „sehr ausgeprägten Konzept-Fetisch“ habe. Dieser äußere sich „dann eben so“, dass die Band inhaltlich und visuell danach ausgerichtet sei. Als Textautor und Sänger sieht sich Wilson in Bezug auf Antrisch nicht musikalisch beeinflusst, sondern von Büchern über die Geschichte des Bergsteigens, Bergwandern und historische Dokumentationen. Den Bandmitgliedern ist eigenem Bekunden zufolge ein übergeordnetes zentrales Thema gemein: „historische Expeditionen in die (landschaftlich, geografisch und klimatisch) extremsten Teile der Welt und die Auswirkungen auf den menschlichen Geist und die Psyche“.
Diesem Ansatz entsprechend haben sich die Bandmitglieder, die hinsichtlich der unterschiedlichen Aufgaben Arbeitsteilung betreiben, als Pseudonyme die Namen von Teilnehmern historischer Expeditionen gegeben:
- Hauptsongwriter und Gitarrist Robert Falcon Scott ist benannt nach dem britischen Polarforscher,
- Отто Шмидт (nach dem sowjetischen Geophysiker und Arktisforscher Otto Juljewitsch Schmidt) verantwortet neben dem Bass insbesondere die Aufnahmen,
- Sänger Maurice Wilson (nach dem englischen Abenteurer) trägt das inhaltliche Konzept bei und
- Игорь Дятлов (benannt nach Igor Alexejewitsch Djatlo, Anführer der beim Unglück am Djatlow-Pass verstorbenen Gruppe von Skiwanderern) konzentriert sich auf das Schlagzeug.

Der Künstlername des später dazu gestoßenen Gitarristen Alexander Gordon Laing geht auf einen schottischen Afrikaforscher zurück.

## Stil
In einem englischsprachigen Interview bezeichnete Sänger Maurice Wilson die Musik als „Atmospheric Black Metal“. In einem weiteren auf Englisch geführten Gespräch beschrieb er den Stil als Gebräu aus „atmosphärischem Black Metal mit Djent-typischen Ambient-Parts und Klanglandschaften sowie leichten Doom-Anteilen“. Der Musik schrieb er einen „starken erzählerischen Charakter“ zu, und in Kombination mit den erzählenden Texten schaffe man „sozusagen ein 'Black Metal-Hörbuch'“.
Besprechungen zum Debütalbum Expedition II: Die Passage bestätigen diese Selbsteinschätzung: Die Musik sei eine „Mischung aus elektronischen Klängen, Ambient-Atmosphären, experimentellen Soundeffekten und einer gehobenen Portion nordischem Black Metal Flair“ und die Band vereine „Elemente des Black-, Death- und Doom-Metals“ beziehungsweise sie kultiviere eine „Mischung aus verschiedenen Stilen des Black Metal, gekonnt vermischt mit Anteilen von Doom, Djent und Dark Ambient“. Stimmlich reicht die Spanne „von flüstern (sic!) über Schreie bis hin zu wütendem Geknurre, ist dabei aber immer gut verständlich und harmonisch“. Bezüglich des hörbuchartigen Charakters werden u. a. „naturnahe Samples und maritime Geräusche“ als Stilmittel hervorgehoben.

## Diskografie
- 2021: Expedition I: Dissonanzgrat
- 2023: Expedition II: Die Passage